# Аренберг, Ли
Ли Аренберг (англ. Lee Arenberg, род. 18 июля 1962, Пало-Алто, Калифорния, США) — американский актёр. Наиболее известен ролями Ворчуна/Лероя в сериале «Однажды в сказке» и Пинтела в первых трёх фильмах серии «Пираты Карибского моря».

## Карьера
Аренберг играл различные эпизодические роли в различных сериалах по вселенной «Звёздного пути»: «Следующее поколение», «Глубокий космос 9», «Вояджер» и «Энтерпрайз». Его первое появление состоялось в девятом эпизоде первого сезона «Звёздный путь: Следующее поколение», где он исполнил роль ференги Дэймона Бока. Примечательно, что в сериалах «Глубокий космос 9» и «Энтерпрайз» Аренберг сыграл двух разных персонажей с одинаковым именем Грал. Кроме того, Аренберг играл эпизодические роли в нескольких десятках сериалов, среди которых такие известные как «Друзья», «Скорая помощь», «Сайнфелд», «Коломбо», «C.S.I.: Место преступления», «Женаты… с детьми».
Более заметную роль Аренберг исполнил в первых трёх фильмах серии «Пираты Карибского моря». Он сыграл лысого пирата по имени Пинтел, который всё время был неразлучен с одноглазым напарником Раджетти. С 2011 года Аренберг снимался в телевизионном сериале «Однажды в сказке», где играл гнома Ворчуна.

## Фильмография
| Год       |   | Русское название                                   | Оригинальное название                                  | Роль                            |
| --------- | - | -------------------------------------------------- | ------------------------------------------------------ | ------------------------------- |
| 1989      | ф | Волшебник                                          | The Wizard                                             | Ниндзя                          |
| 1993      | ф | Робокоп 3                                          | RoboCop 3                                              | Грабитель в закусочной          |
| 1995      | ф | Водный мир                                         | The Waterworld                                         | Дженг                           |
| 1999      | с | Друзья                                             | Friends                                                | Мужчина, укравший деньги у Фиби |
| 2000      | ф | Подземелье драконов                                | Dungeons & Dragons                                     | Элвуд                           |
| 2003      | с | Клиника                                            | Scrubs                                                 | Доктор Мойер                    |
| 2003      | ф | Пираты Карибского моря: Проклятие Чёрной жемчужины | Pirates of the Caribbean: The Curse of the Black Pearl | Пинтел                          |
| 2006      | ф | Пираты Карибского моря: Сундук мертвеца            | Pirates of the Caribbean: Dead Man's Chest             | Пинтел                          |
| 2007      | ф | Пираты Карибского моря: На краю света              | Pirates of the Caribbean: At World's End               | Пинтел                          |
| 2012      | ф | Приключения Микки Мэтсон и сокровища Копперхеда    | Mickey Matson and the Copperhead Conspiracy            | Билли Ли                        |
| 2013      | с | Californication                                    | Californication                                        | Кен                             |
| 2013      | с | Однажды в стране чудес                             | Once Upon a Time in Wonderland                         | Лерой                           |
| 2011—2018 | с | Однажды в сказке                                   | Once Upon a Time                                       | Ворчун/Мечтатель/Лерой          |
| 2019      | с | Американские боги                                  | American Gods                                          | Альвис                          |